# Santa Marina
Santa Marina (SA) là một đô thị (comune) thuộc tỉnh Salerno trong vùng Campania của Ý. Santa Marina (SA) có diện tích 28,23 km2, dân số là 3292 người (thời điểm ngày 31 tháng 12 năm 2004).